# Suta (serpiente)
Suta es un género de serpientes venenosas de la familia Elapidae que se distribuyen por Australia.

## Especies
Se reconocen las 4 siguientes según The Reptile Database:
- Suta fasciata (Rosen, 1905)
- Suta ordensis (Storr, 1984)
- Suta punctata (Boulenger, 1896)
- Suta suta (Peters, 1863)